# 타이완 국제 방송

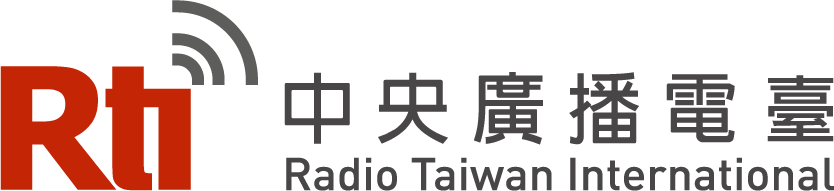
타이완 국제 방송의 로고

재단법인 타이완 국제 방송(재단법인 중앙광파전대. 중국어 정체자: 財團法人 中央廣播電臺, 간체자: 财团法人 中央广播电台 Radio Taiwan International 약칭 RTI)은 중화민국의 재단법인 국영 방송국이다. 약칭은 중광(中廣) 또는 앙광(央廣)이다.
1928년 국민 정부 시절 중화민국의 수도 난징에서 처음 설립하였다. 그러나 국공 내전 이후부터 현재 타이완국제방송은 중화민국의 새로운 수도인 타이베이에 위치하고 있다. 이 방송의 또 다른 영문명칭인 Central Broadcasting System(약칭 CBS)은 자주 사용되지는 않는다.
패밀리 라디오, 라디오 오스트레일리아, 러시아의 소리, 프랑스국제방송, 독일의 소리, 미국의 소리, 캐나다국제방송, 자유아시아방송 등 세계 여러 나라에 소재하고 있는 국제방송국 들과 협력관계를 맺고 있다. 10개 언어로 전 세계를 향해 방송하고 있다.
2004년 6월 30일까지 방송을 시작할 때 오케스트라로 연주한 중화민국의 국가가 방송되었다. 국가 때문에 방송 내용이 충실하지 않고 분위기가 맞지 않다는 이유로 국가 연주가 방송에서 제외되었다.

## 연혁

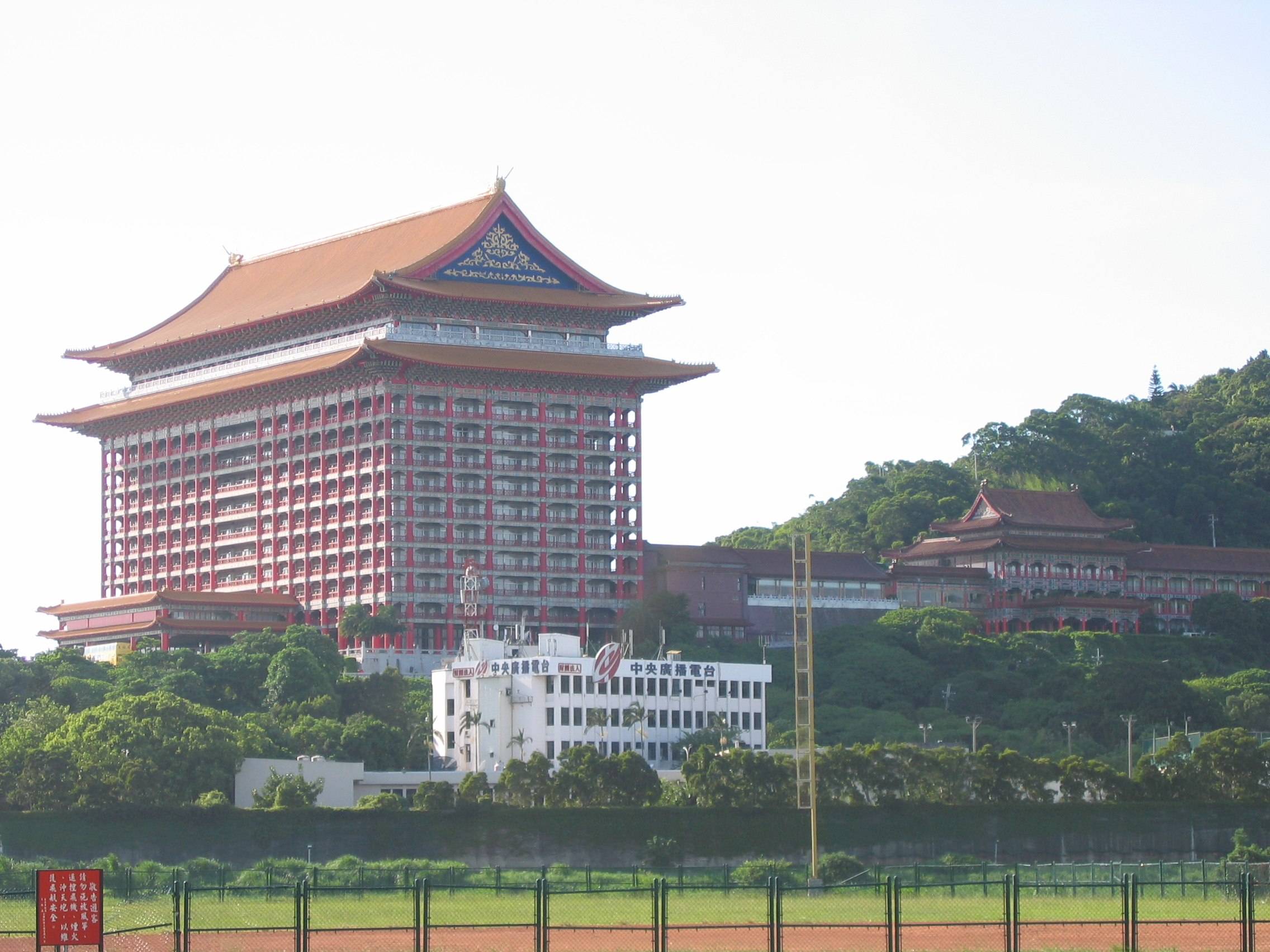
타이완국제방송국 (하얀색 건물)

- 1928년 8월 1일 국민 정부가 난징에서 중국국민당 중앙집행위원회 무선방송국이라는 명칭으로 설립.
- 1936년 1월 23일 국제방송 시작(호출 부호 XGOX).
- 1937년 7월 17일 장제스의 대일 항전 성명을 전 세계를 향해 방송.
- 1937년 11월 23일 중일 전쟁의 영향으로 난징에서 진행하던 방송을 중단하고 우한시로 피난.
- 1938년 3월 10일 충칭에서 방송을 재개함.
- 1939년 2월 6일 충칭에서 해외방송을 재개함.
- 1946년 5월 5일 국민 정부의 난징 환도와 함께 난징으로 이전함.
- 1949년 국공 내전의 영향으로 타이완으로 이전.
- 1949년 10월 10일 자유중국의 소리(Voice of Free China 약칭 VOFC)라는 이름으로 방송 개시
- 1950년 아랍어, 일본어방송 개국.
- 1953년 베트남어방송 개국.
- 1957년 인도네시아어방송 개국.
- 1961년 8월 15일 한국어방송 개국.
- 1963년 태국어방송 개국.
- 1963년 프랑스어방송 개국.
- 1976년 에스파냐어방송 개국.
- 1986년 독일어방송 개국.
- 1994년 러시아어방송 개국.
- 1994년 6월 30일 한국어방송 폐지.
- 1997년 12월 31일 중국 국민당 소속의 라디오 방송국 중국라디오방송공사(中國廣播公社)가 48년동안 운영해 왔던, 자유중국의 소리 방송을 중단함.
- 1998년 1월 1일 중화민국 국방부 소속의 (구)중앙라디오방송(中央廣播電臺)과, 중국 국민당 소속의 중국라디오방송공사 해외부(中國廣播公社 海外部)가 합병하여 재단법인 타이완국제방송(財團法人 中央廣播電臺)이 신설됨.
- 1999년 3월 1일 한국어방송 부활.
- 2001년 버마어방송 개국.
- 2002년 1월 1일 이 방송국의 영문 명칭인 타이베이국제방송(CBS, RTI-Radio Taipei International)과 아시아의 소리(Voice of Asia)의 명칭을 타이완국제방송(CBS, RTI)으로 통일함.
- 2004년 10월 1일 타이완국제방송의 영문 명칭을 Radio Taiwan International(RTI)로 통일함. (CBS 사용 정지).
- 2005년 1월 31일 한국어방송 폐지.
- 2018년 3월, '국립고궁박물원 제대로 알기' 시리즈로 RTI 한국어 방송 유튜브 채널 개설, 현재 '국립고궁박물원 제대로 알기'를 비롯해 '한국어 뉴스', '臺韓교류_在臺灣한인사회' 등 방송 내용으로 서비스 중.
- 2020년 12월 13일 한국어방송 부활.

## 한국어 방송
타이완국제방송은 자유중국의 소리(Voice of Free China 약칭 VOFC)라는 이름으로 1961년 8월 15일 한국어 방송을 개국하였다. 처음에는 30분 동안 방송하였으나, 방송시간을 늘려 재방송 2시간을 포함해 하루에 3시간 동안 방송하였다. 1992년 중화민국과 대한민국의 단교 이후, 1994년 6월 30일 한국어 방송이 폐지되었다. 그러나 1999년 3월 1일 타이완 국제 방송은 한국어 방송을 타이완의 소리라는 이름으로 부활시켰으나, 재정 문제 등 여러 가지 이유 등으로 2005년 1월 31일 한국어 방송은 폐지되었다.
타이완의 소리 RTI(臺灣之音-Radio Taiwan International) 한국어 서비스(RTI 한국어)는 2018년 3월부터 유튜브 채널을 통해 <국립고궁박물원 제대로 알기> 시리즈로 방송 부활 준비에 임하기 시작하여 오는 2020년 12월 13일에 단파방송을 재개했다.
앞으로 RTI 한국어 방송은 기존의 방송사 공식 사이트(RTI 한국어), 유튜브 채널(타이완의 소리 RTI 한국어 방송), 페이스북 공식계정 페이지(RtiKorean) 외에도 곧 단파 주파수를 통해 한국어 서비스를 제공하게 된다.

## 한국어 방송 주파수
- 타이완의 소리 RTI 한국어 방송 2023년 8월 1일(화)부터 제1재방송, 제2재방송 폐지, 기존 본방송만 유지
- 2024년 7월 1일(월)부터 주파수 9700kHz에서 9715kHz로 변경

| 한국 표준시 | 단파 주파수 | 비고   |
| 19:30~20:00 | 9715kHz     | 본방송 |

## RTI FM 방송
RTI FM 방송은 중화민국내에 있는 외국인을 대상으로 하는 FM방송이다. 태국어, 인도네시아어, 베트남어 3가지 언어로 매일 각 언어당 1시간씩 방송한다.

## 방송 언어
- 중국어
- 영어
- 베트남어
- 인도네시아어
- 스페인어
- 독일어
- 프랑스어
- 러시아어
- 태국어
- 민남어
- 광동어
- 객가어
- 일본어
- 한국어
- 조주어(폐지)

## 주소
Central Broadcasting System No.55 Pei An Road Taipei, Taiwan. R.O.C.
中華民國臺北市中山區北安路55號 Taipei 104, Taiwan, R. O. C.

## 같이 보기
- 행정원신문국
- 자유중국의 소리
- 중국라디오방송공사